# Vjetroelektrana Kamensko-Voštane
Vjetroelektrana Kamensko-Voštane ili VE Kamensko-Voštane je vjetroelektrana izgrađena na području Grada Trilja u Splitsko-dalmatinskoj županiji. Dne 15. srpnja 2013. Predsjednik Republike Hrvatske Ivo Josipović je uz prigodnu svečanost u pogon pustio vjetroelektranu Kamensko (ST1-2) snage 20 MW s pripadajućom trafostanicom Voštane 20/110 kV i priključnim dalekovodom 2 × 110 kV. Na istu trafostanicu također je već spojena i vjetroelektrana Voštane (ST1-1) snage 20 MW, koja je uspješno prošla tehnički pregled, pa se također očekuje njezino skoro puštanje u pogon. Očekuje se da će, kada i druga vjetroelektrana bude bila puštena u trajni pogon, njihova ukupna proizvodnja iznositi 114 GWh električne energije godišnje, što bi trebalo zadovoljiti potrebe za oko 38 000 kućanstava. Vjetroagregate SWT-3.0-101 za novu elektranu isporučila je tvrtka Siemens Zagreb, a na projektu su sudjelovale i brojne duge hrvatske tvrtke.
Vjetrovne prilike i energetski prinos vjetroelektrane na određenom mjestu usko su povezani s geografskim obilježjima terena, kao što su orografija područja oko vjetroagregata, planinsko područje Kamešnice, blizina Jadranskog mora, kao i vegetacija i građevinski uvjeti tla. Položaji vjetroelektrana Kamensko i Voštane su na području Grada Trilja, istočno od grada, blizu granice s Republikom Bosnom i Hercegovinom. Vjetroagregati Voštane protežu se po obroncima Ravne Strane u smjeru sjever-jug od brda Križ (1133 m n.m.) i uz brdo Vitrenjača (911 m n.m.). Vjetroagregati Kamensko raspoređeni su jugozapadno od Voštana na brdu Jelinak, a vjetroagregati se protežu u smjeru zapad-istok od brda Jelinak (774 m n.m.) do Plazibatove pećine (905 m n.m.).
Svojim radom vjetroelektrane će smanjiti ispuštanje štetnih, opasnih tvari koje bi svojim radom ispustile termoelektrane na lignit kako bi proizvele istu količinu energije. Procjena uštede na emisijama nepoželjnih tvari na godišnjoj razini je oko 109 000 tona ugljikovog dioksida CO2, 6 000 tona pepela i šljake, 2 700 tona otpadne vode, 715 tona sumporovog dioksida SO2, 500 tona dušikovih oksida NOX, 700 tona teških metala, te 218 000 MWh otpadne topline.
Vjetroagregat Siemens SWT-3.0-101 ima rotor promjera 101 metar s tri lopatice. Vjetroagregat je opremljen sustavom za aktivno zakretanje lopatica (eng. pitch system) koji ima mogućnost zakretanja lopatica za 80⁰, a njime se upravlja mikroprocesorskim upravljačkim uređajem koji osigurava optimalno prilagođavanje kuta zakreta lopatica u odnosu na brzinu vjetra. Osim toga opremljen je i aktivnim sustavom za zakretanje gondole vjetroagregata (eng. yaw system). Kombinacijom navedenih načina regulacije osigurava se kontrola brzine vrtnje rotora i optimalna proizvodnja električne energije u svim uvjetima brzine vjetra kao i mehanička zaštita lopatica rotora u uvjetima vrlo jakih vjetrova (većim od 25 m/s). Kućište stroja ili gondola vjetroagregata se ugrađuje na čelični cijevni toranj, tj. stup vjetroagregata. Visina stupa do gondole iznosi 80 m. Zakretanje gondole vjetroagregata osigurava prstenasti ležaj. Ležaj pokreće deset elektromotornih uređaja koji pomažu stabilizaciju odabranog položaja gondole.
Temelji stupova vjetroagregata su osmerokutnog oblika s uzdignutim postoljem za stup vjetroagregata, dimenzija postamenta su 6,2 × 6,2 m uzdignutim za 50 cm, sve unutar površine servisne zone 20x20 m. Lopatice vjetroagregata dugačke su 49 m. Proizvedene su od epoksidne smole ojačane staklenim vlaknima. Posebnim postupkom lopatice su izlivene u jednom komadu zbog čega nema slabih točaka na spojevima, gdje se dijelovi vjetroagregata lijepe, čime se omogućava bolja zaštita od munja i otpornost na naprezanja. 
Vjetroagregat se pokreće samostalno automatski pri prosječnoj brzini vjetra od otprilike 3 do 5 m/s. Tijekom pogona ispod nazivne snage generatora, kut zakreta lopatica vjetroagregata i brzina rotora stalno se podešavaju za optimiranje aerodinamične učinkovitosti. Nazivnu snagu od 3 MW generator proizvodi pri otprilike 13 do 14 m/s, te se pri višim brzinama vjetra, snaga regulira na nazivnu snagu. Ako prosječna brzina vjetra premaši graničnu brzinu od 25 m/s, vjetroagregat se isključuje iz pogona okretanjem lopatica u smjer okomit na smjer vjetra. Kad se brzina vjetra spusti ispod brzine za ponovno pokretanje (restartna brzina), sigurnosni sustav automatski ponovno uključuje vjetroagregat.

## Poveznice
- Vjetroelektrane u Hrvatskoj